# U-Bahnhof Quiddestraße
Der U-Bahnhof Quiddestraße in München wurde 1980 zusammen mit der Linie U8/1 eröffnet. Heute verkehren dort die Linie U5 und seit dem 12. Dezember 2011 die Verstärkungslinie U7, die nur in der Hauptverkehrszeit fährt. Der Bahnhof erschließt den nördlichen Teil von Neuperlach. Er liegt parallel neben der Albert-Schweitzer-Straße quer zur Quiddestraße, die nach dem Friedensnobelpreisträger Ludwig Quidde benannt ist. Der Bahnhof ist aufgebaut wie die meisten anderen Bahnhöfe der 1980 eröffneten Linie. Bis 2022 waren die Wände mit gelborange abgerundeten Faserzementplatten und die Säulen mit braunen Fliesen verkleidet. Im ersten Halbjahr 2022 fand eine Sanierung mit Neugestaltung des Bahnhofs statt. Die sogenannten Hintergleisfassaden erhielten Darstellungen stilisierter Friedenstauben, als Bezug zum Friedensnobelpreisträger Quidde. Insgesamt bei vier Bahnhöfen der U5 Süd wurde ein neues Gestaltungskonzept umgesetzt, das die MVG gemeinsam mit dem Architekturbüro Allmannwappner entwickelt hatte. Ein Sperrengeschoss befindet sich nur am Südende des Bahnsteigs, wo sich auch ein Kiosk befindet. Am nördlichen Zugang führt eine Treppe direkt von der Straße zum Bahnsteig.
| Linie | Linienverlauf |
| ----- | --- |
| U5    | Laimer Platz – (670 m) – Friedenheimer Straße – (791 m) – Westendstraße – (806 m) – Heimeranplatz – (671 m) – Schwanthalerhöhe – (927 m) – Theresienwiese – (711 m) – Hauptbahnhof – (521 m) – Karlsplatz (Stachus) – (811 m) – Odeonsplatz – (933 m) – Lehel – (928 m) – Max-Weber-Platz – (1080 m) – Ostbahnhof – (1602 m) – Innsbrucker Ring – (982 m) – Michaelibad – (1708 m) – Quiddestraße – (778 m) – Neuperlach Zentrum – (764 m) – Therese-Giehse-Allee – (722 m) – Neuperlach Süd                                  |
| U7    | Olympia-Einkaufszentrum – (625 m) – Georg-Brauchle-Ring – (788 m) – Westfriedhof – (830 m) – Gern – (1007 m) – Rotkreuzplatz – (1102 m) – Maillingerstraße – (878 m) – Stiglmaierplatz – (1071 m) – Hauptbahnhof – (905 m) – Sendlinger Tor – (746 m) – Fraunhoferstraße – (1116 m) – Kolumbusplatz – (711 m) – Silberhornstraße – (553 m) – Untersbergstraße – (654 m) – Giesing – (1280 m) – Karl-Preis-Platz – (868 m) – Innsbrucker Ring – (982 m) – Michaelibad – (1708 m) – Quiddestraße – (778 m) – Neuperlach Zentrum |
| U8    | nur samstags: Olympiazentrum – (944 m) – Petuelring – (832 m) – Scheidplatz – (1103 m) – Hohenzollernplatz – (756 m) – Josephsplatz – (513 m) – Theresienstraße – (730 m) – Königsplatz – (583 m) – Hauptbahnhof – (905 m) – Sendlinger Tor – (746 m) – Fraunhoferstraße – (1116 m) – Kolumbusplatz – (711 m) – Silberhornstraße – (553 m) – Untersbergstraße – (654 m) – Giesing – (1280 m) – Karl-Preis-Platz – (868 m) – Innsbrucker Ring – (982 m) – Michaelibad – (1708 m) – Quiddestraße – (778 m) – Neuperlach Zentrum |